# Bezzakrętowość
Bezzakrętowość (łac. agyria) – wada wrodzona, wynikająca z zaburzonej migracji neuroblastów, czyli tak zwanych heterotopii istoty szarej. 
Neuroblasty w warunkach prawidłowych migrują z gniazd macierzy, zlokalizowanych okołokomorowo, do kory mózgu. W przypadku zaburzenia tej migracji dochodzi do powstania anomalii w budowie wewnętrznej struktur  mózgu, nieprawidłowego ukształtowania zakrętów mózgu i kory mózgu. 
Kora mózgowa w warunkach prawidłowych zbudowana jest z 6 warstw. W przypadku agyrii zwykle stwierdza się 4 warstwy: drobinową, dużych neuronów, warstwę włókien z nielicznymi neuronami i warstwę chaotycznie ułożonych komórek nerwowych. W warstwie podkorowej stwierdza się liczne zatrzymane w migracji neurony. Makroskopowo mózg jest mały, występuje małogłowie i małomózgowie prawdziwe.
Dzieci z agyrią wykazują opóźnienie rozwoju psychoruchowego, występują napady padaczkowe oraz zwiększona skłonność do zakażeń. Dzieci zwykle nie przeżywają 2 roku życia.
Bezzakrętowość bywa także nazywane gładkomózgowiem (ang. lissencephalia). Jednakże nazwa ta powinna odnosić się do przypadków obserwowanych w przypadkach rozwoju mózgu, kiedy zakręty nie są jeszcze wykształcone. Taka sytuacja występuje u 3–4-miesięcznych płodów.